# プリズムパレット
『プリズムパレット』 (Prism Palette) は、2001年に発売されたパソコンゲーム。恋愛シミュレーションゲームに分類される。

## PCゲーム
- 製作：ブロッコリー
- 動作環境：Windows 98/ME/2000
- 発売日：2001年9月20日
- 価格：7,800円
- キャラクターデザイン：水上広樹

### キャラクター
- 主人公

デフォルトネームは「白井正樹（名前変更可能）」。やりたいことも見えず日々を過ごしている高校2年生。
- 桜木弥生/新谷良子

夏休みに主人公の住む町に戻ってきた主人公の幼なじみ。元気で活発な性格。
- 朝霧藍子/門脇舞
- 大倉紅葉/柳瀬なつみ
- 睦月すみれ/宮村優子
- 黒澄友綺/保志総一朗
- 神楽坂護/石田彰
- 青柳千秋/鉄炮塚葉子
- 神楽坂花梨/氷上恭子

## 漫画作品
『月刊電撃コミックガオ!』（メディアワークス）連載。PEACH-PIT作画（本作が雑誌連載デビュー）。以下のコミックスに所収。
- 『Prism Palette』（DENGEKI COMICS EX 、2001年9月出版） ISBN 978-4-8402-1883-2
- 『PEACH-PIT初期短編集 もものたね』（2005年8月出版） ISBN 978-4-8402-3164-0